# Andon (attività manifatturiere)

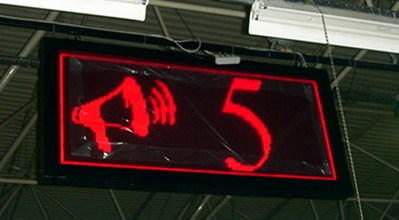
Tabellone Andon

Andon (in giapponese  アンドン, あんどん, 行灯) è un termine usato in ambito manifatturiero per riferirsi ad un sistema per informare gli operatori che si occupano di gestione, manutenzione ed altro della presenza di un problema di qualità o processo. Il componente principale è un tabellone che incorpora segnali luminosi che indicano quale stazione ha il problema. Il segnale di allerta può essere attivato manualmente da un operatore mediante una cordicella o un pulsante. Il sistema può includere anche un mezzo per fermare la produzione in modo che possa essere risolto il problema. Alcuni moderni sistemi includono allarmi sonori, messaggi di testo, o altri tipi di display.
Il tabellone Andon è uno dei principali componenti del sistema di controllo della qualità secondo il concetto di autonomazione che venne inizialmente esplorato da Toyota come parte del Toyota Production System e oggi facente parte del cosiddetto approccio a produzione snella. Esso dà all'operatore la facoltà di fermare la produzione quando viene trovato un difetto e chiedere immediatamente assistenza. Ragioni comuni per l'attivazione manuale dell'Andon sono l'esaurimento di componenti, un difetto creato o rilevato, malfuzionamento di attrezzatura o l'esistenza di un problema di sicurezza. Il lavoro viene sospeso fino a quando non viene trovata una soluzione. Gli allarmi possono essere registrati in archivi dati per poter essere studiati durante i programmi di miglioramento continuo.
Il sistema indica tipicamente dove viene segnalato il problema e può fornire una descrizione dello stesso. I moderni sistemi con Andon possono includere messaggi di testo, disegni o elementi sonori. Gli allarmi sonori possono consistere in toni codificati, melodie con tonalità differenziate in base ai vari allarmi oppure messaggi verbali preregistrati.
L'uso della parola ha inizio nell'ambito delle aziende manifatturiere giapponesi. Il termine è un prestito linguistico dalla parola che indica una lanterna di carta, uno degli strumenti d'illuminazione tradizionali giapponesi.

## Riferimenti
Liker, Jeffrey (2004) "The Toyota Way" New York:McGraw Hill ISBN 0-07-139231-9